# Tracy Arm
Tracy Arm est un fjord de l'État américain d'Alaska près de Juneau. Il porte le nom du secrétaire de la Marine Benjamin Tracy. Il est situé à environ 72 km au sud de Juneau et à 112 km au nord de Petersburg, en Alaska, au large de la baie Holkham et à côté du passage Stephens dans la forêt nationale de Tongass. Tracy Arm est le cœur de la zone sauvage de Tracy Arm-Fords Terror, désignée par le Congrès des États-Unis en 1990.
La zone sauvage de Tracy Arm-Fords Terror Wilderness couvre 2643 km² et se compose de deux fjords profonds et étroits : Tracy Arm et Endicott Arm. Les deux fjords mesurent plus de 48 km de long et un cinquième de leur superficie est recouvert de glace. En été, les fjords sont recouverts de glace flottante, allant de la taille d'une main à des morceaux aussi gros qu'un immeuble de trois étages. Au cours de la période glaciaire la plus récente, les deux fjords étaient remplis de glaciers actifs.

## Glacier Sawyer
Les glaciers jumeaux Sawyer, North Sawyer et South Sawyer, sont situés à l'extrémité du bras Tracy. La faune de la région comprend des ours noirs et bruns, des cerfs, des loups, des phoques communs et une variété d'oiseaux, tels que des sternes arctiques et des guillemots colombins. Les chèvres des montagnes, que l'on trouve généralement dans les zones de plus haute altitude, ont été observées près de la base du glacier Sawyer'.

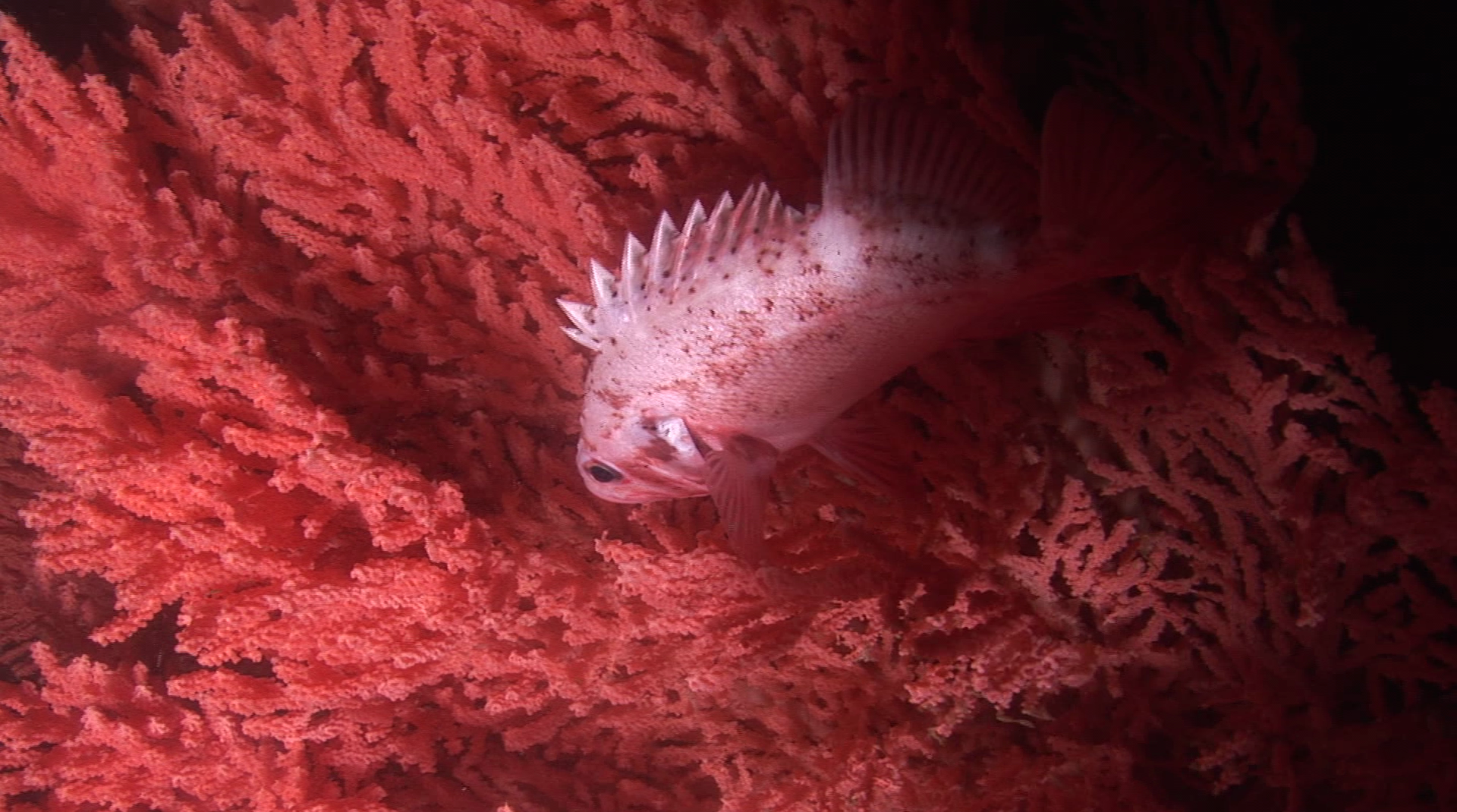
Un sébaste se cache dans un corail rouge (Primnoa pacifica).

Les passages profonds et le mince plateau continental créent des connexions uniques entre les eaux côtières et les eaux du large. La température plus froide de l’eau, la remontée d’eau riche en nutriments et les forts courants permettent à de nombreuses espèces vivant dans des eaux plus profondes de survivre dans des eaux moins profondes.
Les coraux de cette zone, comme Primnoa pacifica, ont contribué à ce que l'endroit soit classé comme zone d'habitat particulièrement préoccupante'.